# Chaetopogon fasciculatus subsp. fasciculatus
Chaetopogon fasciculatus subsp. fasciculatus é uma subespécie de planta com flor pertencente à família Poaceae.

O seu nome comum é quetopogão-aos-molhos.

## Portugal
Trata-se de uma subespécie presente no território português, nomeadamente em Portugal Continental.
Em termos de naturalidade é nativa da região atrás indicada.

## Protecção
Não se encontra protegida por legislação portuguesa ou da Comunidade Europeia.